# Sơn dương đại lục
Sơn dương Sumatra (danh pháp hai phần: Capricornis sumatraensis) là một loài động vật có hình dạng nửa giống dê nửa giống linh dương thuộc bộ Artiodactyla (guốc chẵn), họ Bovidae. Nguồn gốc từ vùng rừng núi thuộc bán đảo Mã Lai, miền Nam Thái Lan và đảo Sumatra (Indonesia).
Loài động vật tồn tại ở Việt Nam và được người Việt gọi là Sơn dương, dê núi hay con than trước đây được coi là phân loài của Capricornis sumatraensis, nhưng nay tách ra thành loài riêng với danh pháp là Capricornis milneedwardsii.
Tên cũ của loài này là "mainland serow" (sơn dương lục địa), khi mà tất cả các loài serow (tên tiếng Anh của các loài hình dạng nửa giống dê nửa giống linh dương) ở lục địa (Trung Quốc, đỏ, Himalaya) được coi là phân loài của loài này; nhưng ngày nay chúng được xếp thành các loài riêng. Do mất môi trường sống cùng tình trạng săn bắn không kiểm soát đã khiến chúng bị đưa vào danh sách loài sắp nguy cấp của IUCN.

## Phân bố

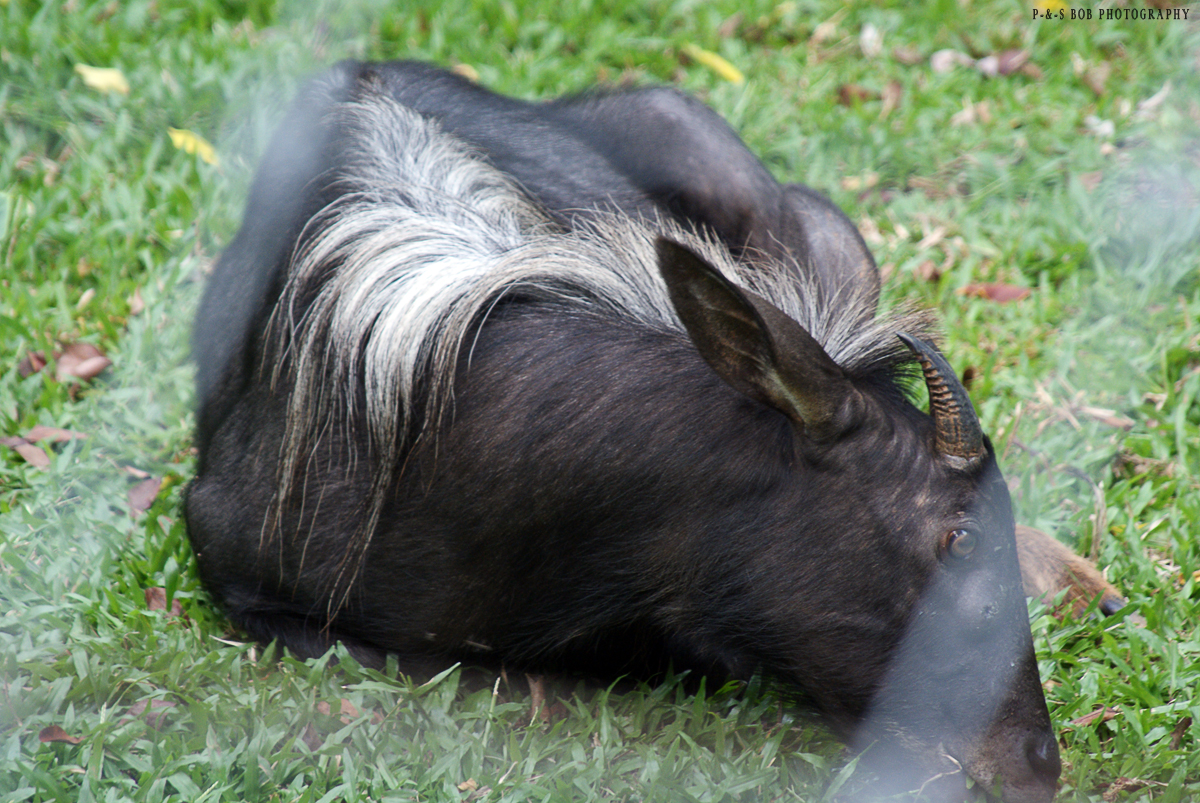

Loài sơn dương này sinh sống rải rác tại một số khu vực thuộc Malaysia, Indonesia và miền Nam Thái Lan.

## Mô tả
Sơn dương Sumatra có kích thước lớn, chiều dài cơ thể khoảng 120–180 cm, bờ vai khi đứng cao khoảng 100 cm, trọng lượng 50–120 kg, những con đực trưởng thành có thể nặng đến 150 kg. Ngoại hình của chúng nửa giống dê, nửa giống linh dương với phần lông dài trên đỉnh đầu và cổ tạo thành bờm. Toàn thân phủ lông dày, nhám, màu xám đen hoặc màu tro. Cả con đực và con cái đều có cặp sừng ngắn (chỉ khoảng 30 cm) có dạng ống tròn và nhiều nếp ngang, nhọn cong về phía sau. Đuôi của chúng rất ngắn.

## Thức ăn
Sơn dương Sumatra cũng giống như hầu hết các loài sơn dương, thức ăn của chúng là cỏ, chủ yếu ăn cỏ non cùng một số loại lá cây khác.